# Isla de Malaca
Isla de Malaca (en malayo: Pulau Melaka) es una isla artificial en la ciudad de Malaca, en el estado de Malaca, en el país asiático de Malasia.
Este proyecto de desarrollo frente al mar consiste en la recuperación de dos islas, a aproximadamente 0,5 km de la costa de Malaca con 40 hectáreas y 50 hectáreas respectivamente. La recuperación de la primera isla de 40 hectáreas y un puente de 30 metros que la une con el continente ya fue completada.